# St. Nikolaus (Comburg)

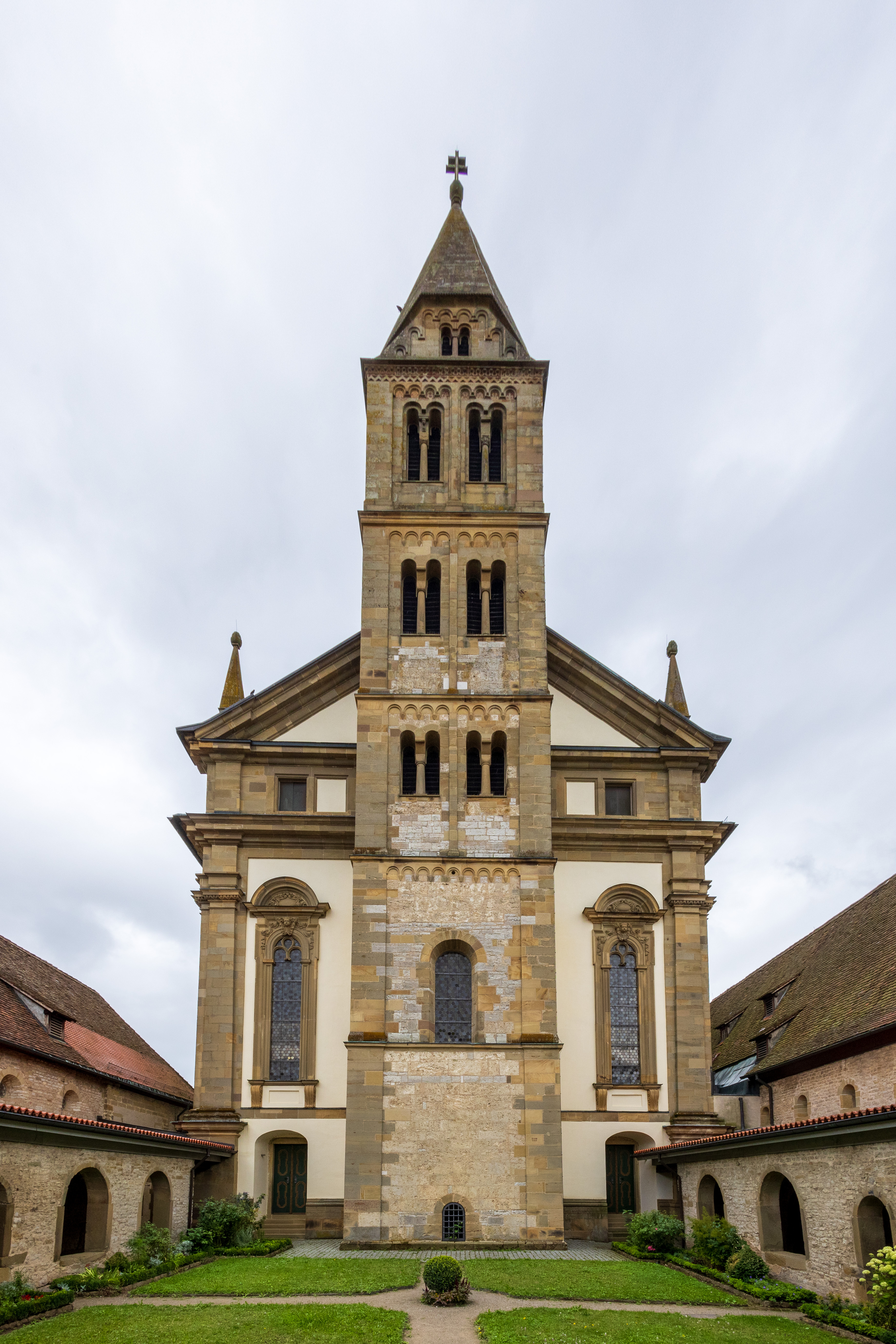
St. Nikolaus, romanischer Westturm

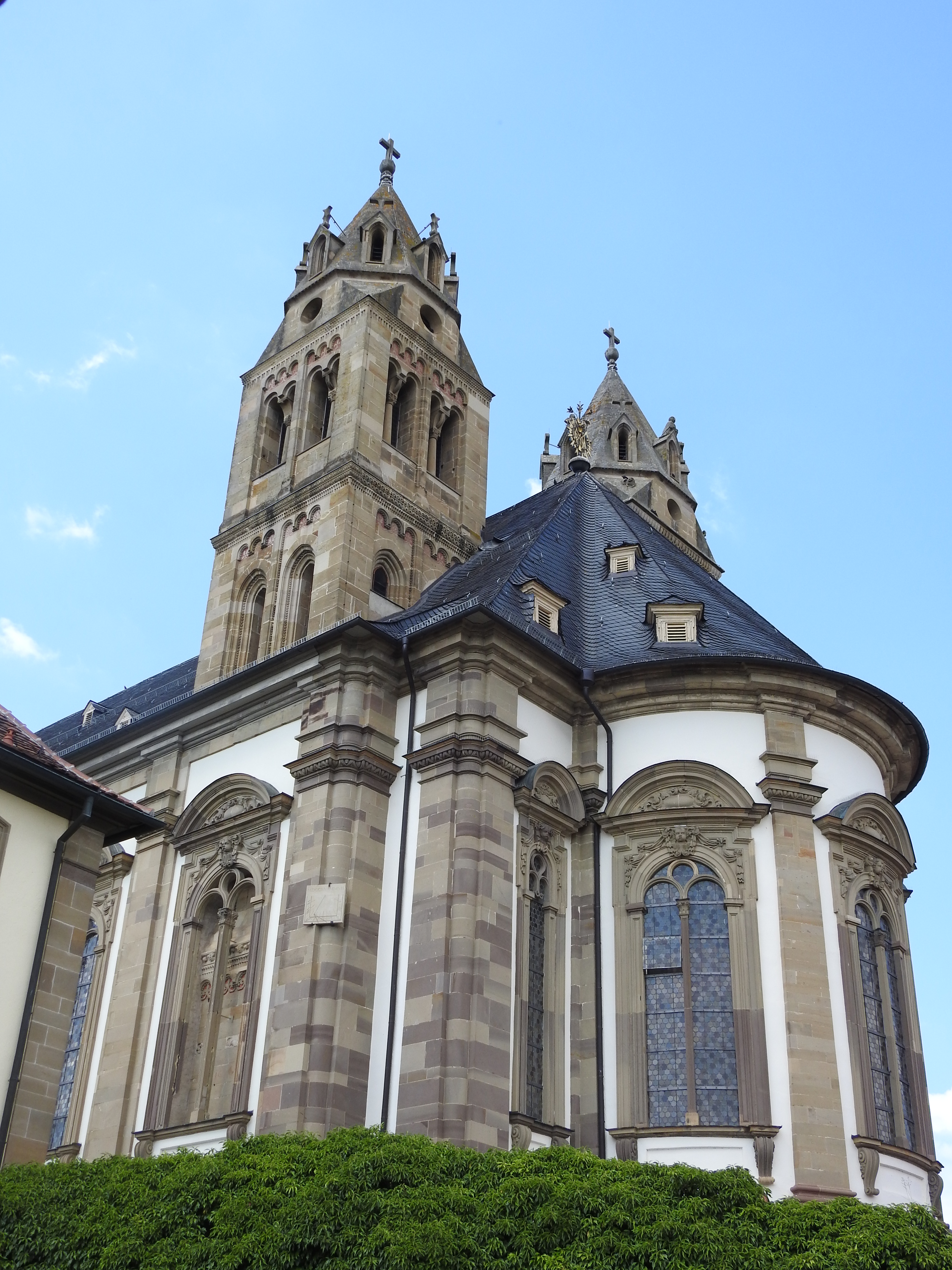
Ostchor von St. Nikolaus

Die Kirche St. Nikolaus und St. Maria (auch Stiftskirche St. Nikolaus) auf der Comburg in der baden-württembergischen Stadt Schwäbisch Hall ist ein Kulturdenkmal besonderen Ranges.

## Beschreibung

### Vorgängerbau im Stil der Romanik
1078 wurde das Benediktinerkloster gegründet; Schutzpatron war der Hl. Nikolaus, Nebenpatrozinien waren Maria, Heiligkreuz und alle Heiligen. Bereits am 21. Dezember 1088 wurde die erste Klosterkirche geweiht: eine doppelchörige, dreischiffige Pfeilerbasilika mit östlicher Vier-Stützen-Krypta, westlichem Querhaus und Westturm. Die Doppelchoranlage findet ihr Vorbild in den Kirchen in Murrhardt und Ellwangen sowie in St. Burkard zu Würzburg. Einzig der Westturm ist nahezu unversehrt erhalten, wenngleich später um zwei Geschosse aufgestockt. Die Gesamtlänge der Kirche betrug ca. 65 Meter. Schon dieser Gründungsbau könnte auch östliche Chorflankentürme besessen haben. Um 1200 wurde die romanische Sechseckkapelle (Erhardskapelle) erbaut, die gegen 1220 innen neu gewölbt worden sein dürfte. 1480 und 1520 erhielten die Seitenschiffe der Klosterkirche ein Gewölbe. 1659 gab man den Westchor auf und dieser wurde umgebaut. 1706 wurde im Zuge der Abbrucharbeiten für den barocken Neubau die Krypta unter dem Ostchor zugeschüttet, deren Reste in den 1960er Jahren wieder freigelegt werden konnten. Bei der Freilegung wurden Stuckrelieffragmente der ehemaligen Chorschrankenanlage (um 1130/40) gefunden; sie befinden sich heute im Landesmuseum Württemberg (Inv. Nr. 1972-127).

Türme
Kapitelle

#### Kunstwerke

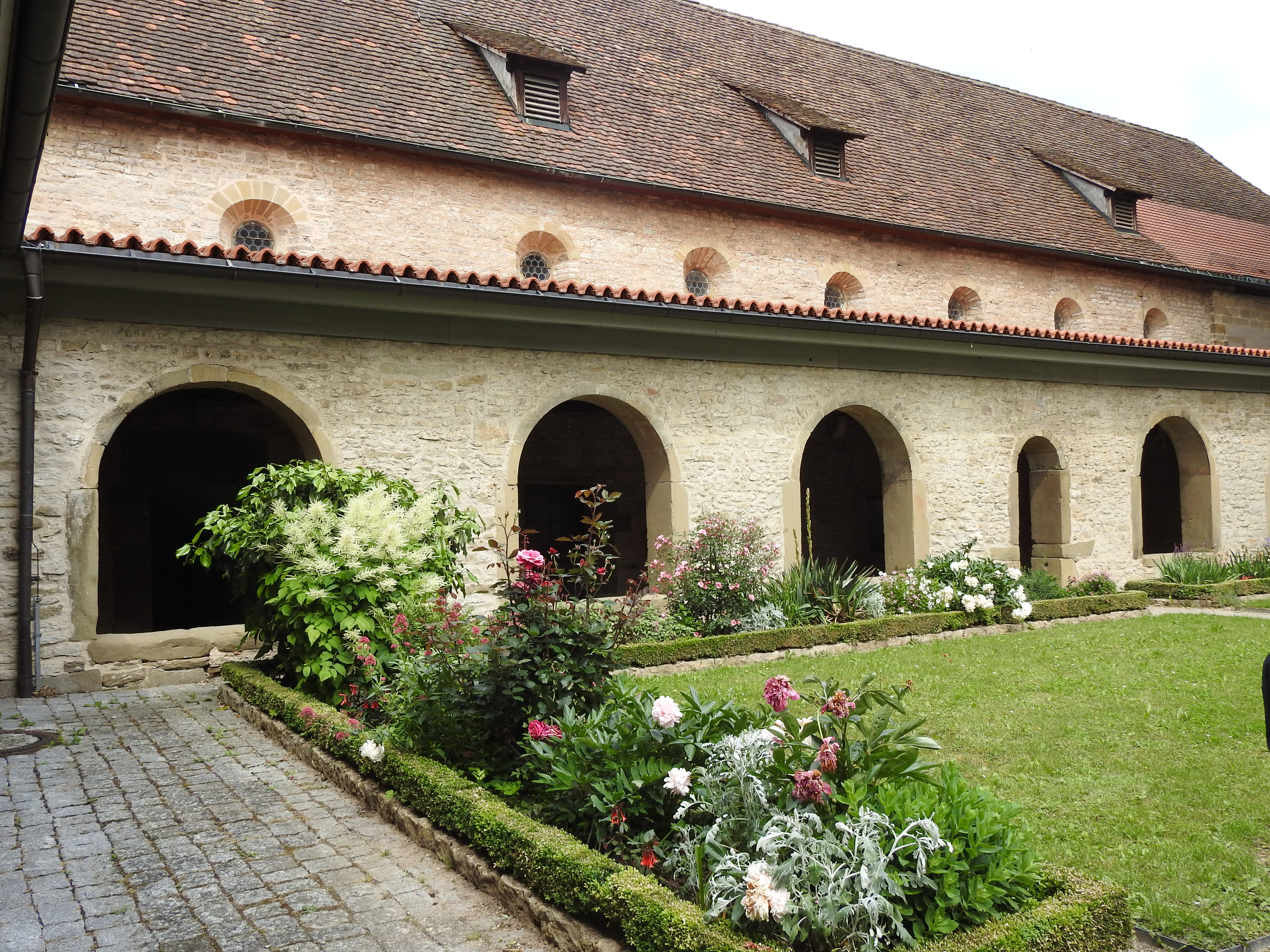
Kreuzgang

- Lesepult aus Stein, 12. Jahrhundert[5][6]
- Antependium oder Antemensale[7][8]
- Radleuchter[9][10]
- Stiftersarkophag (1180)
- Reliquienkreuz, das seit dem 17. Jahrhundert als verschollen gilt.

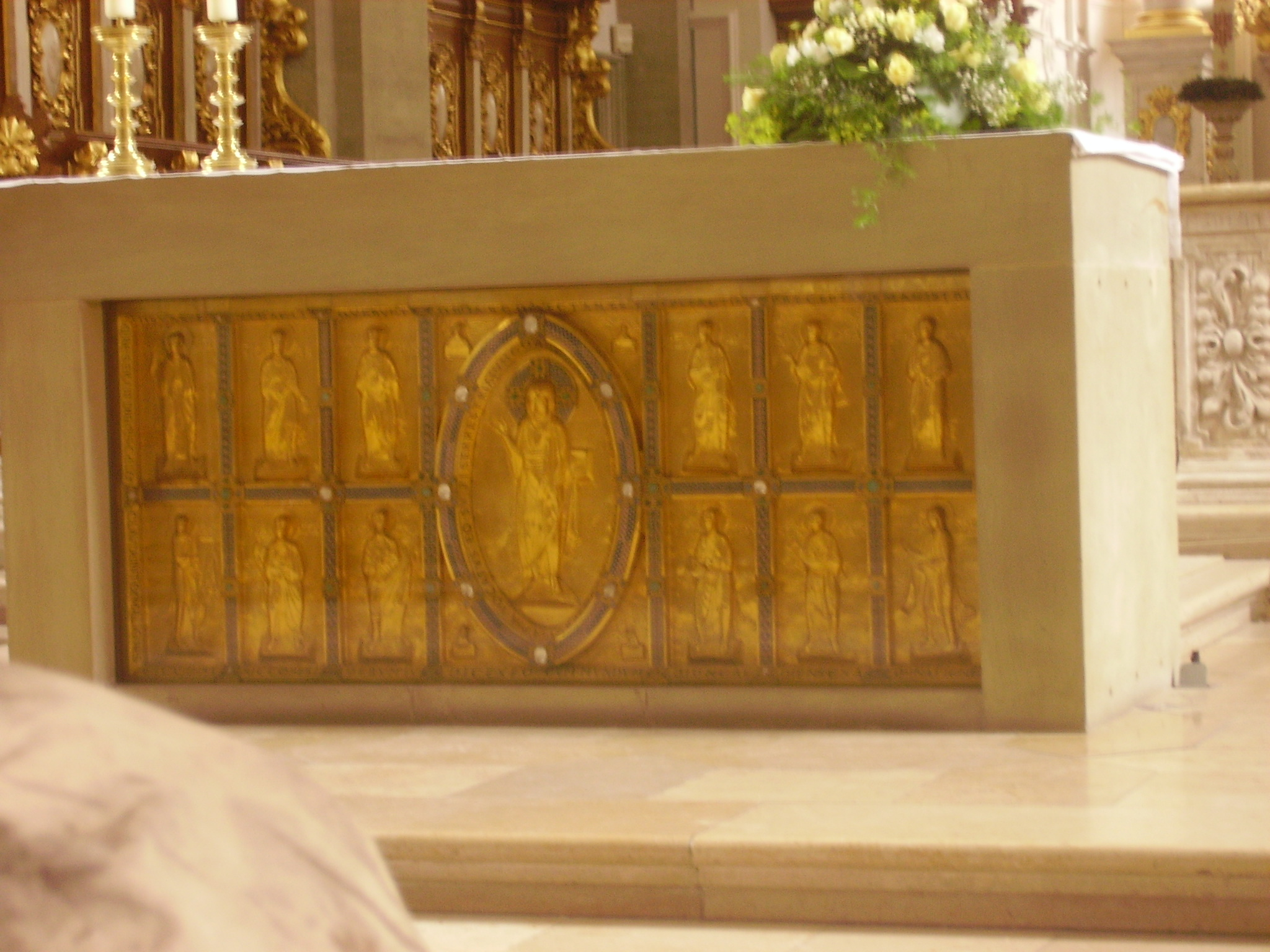
Antependium (um 1125/1130)
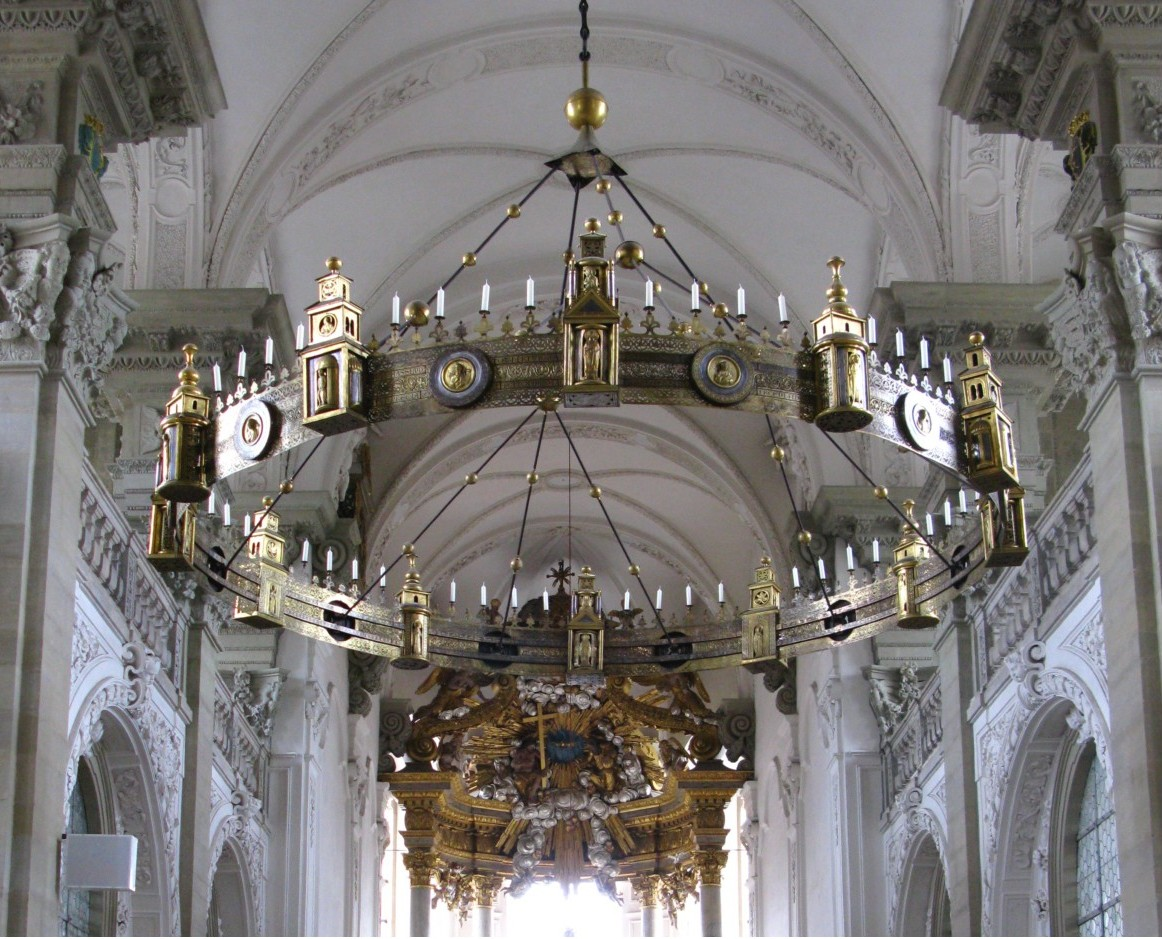
Radleuchter (um 1135/1150)
Lesepult (heute im Kapitelsaal)

#### Altäre

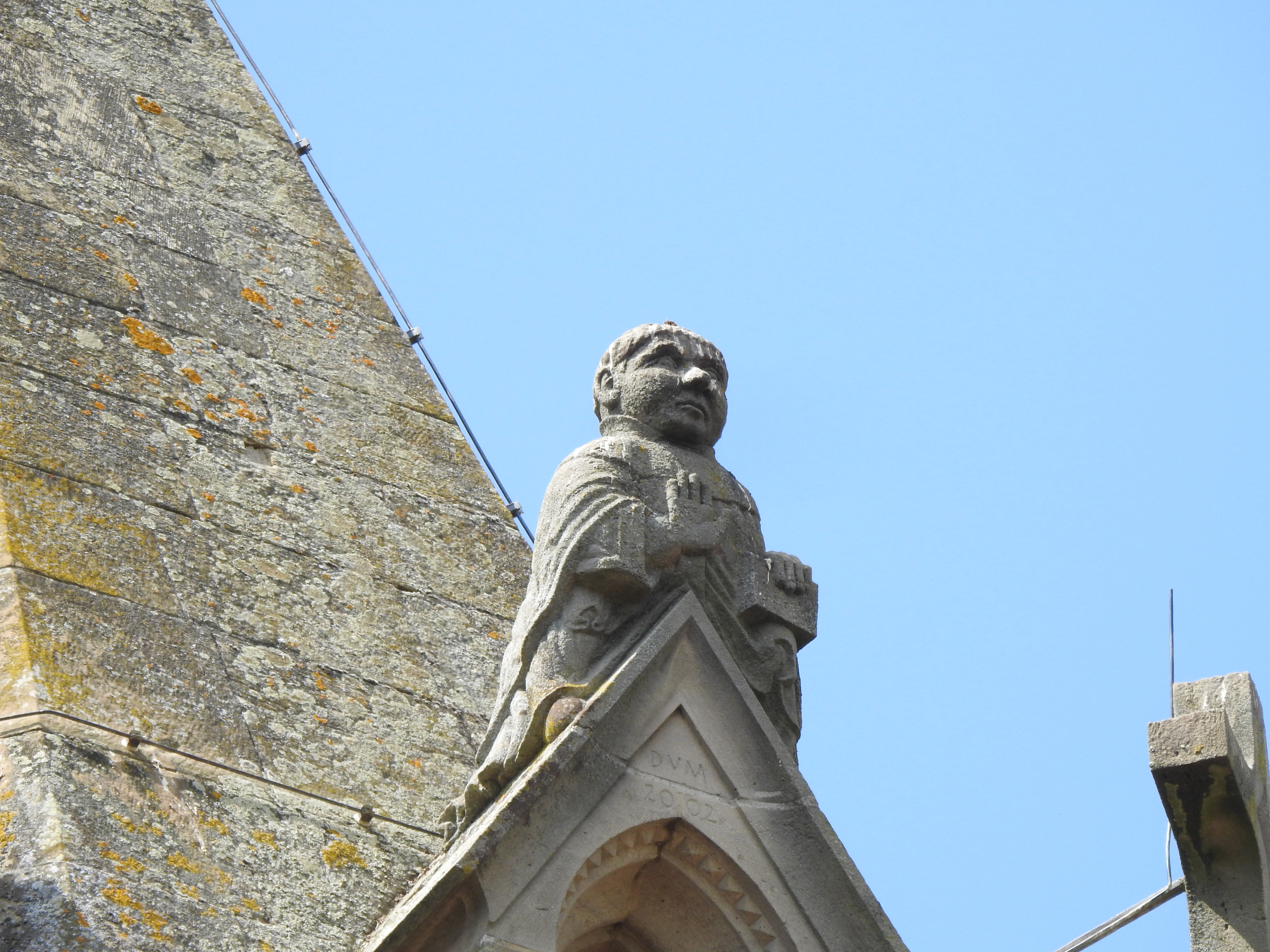
Mönchfigur auf einem Gibel der beiden Doppeltürme

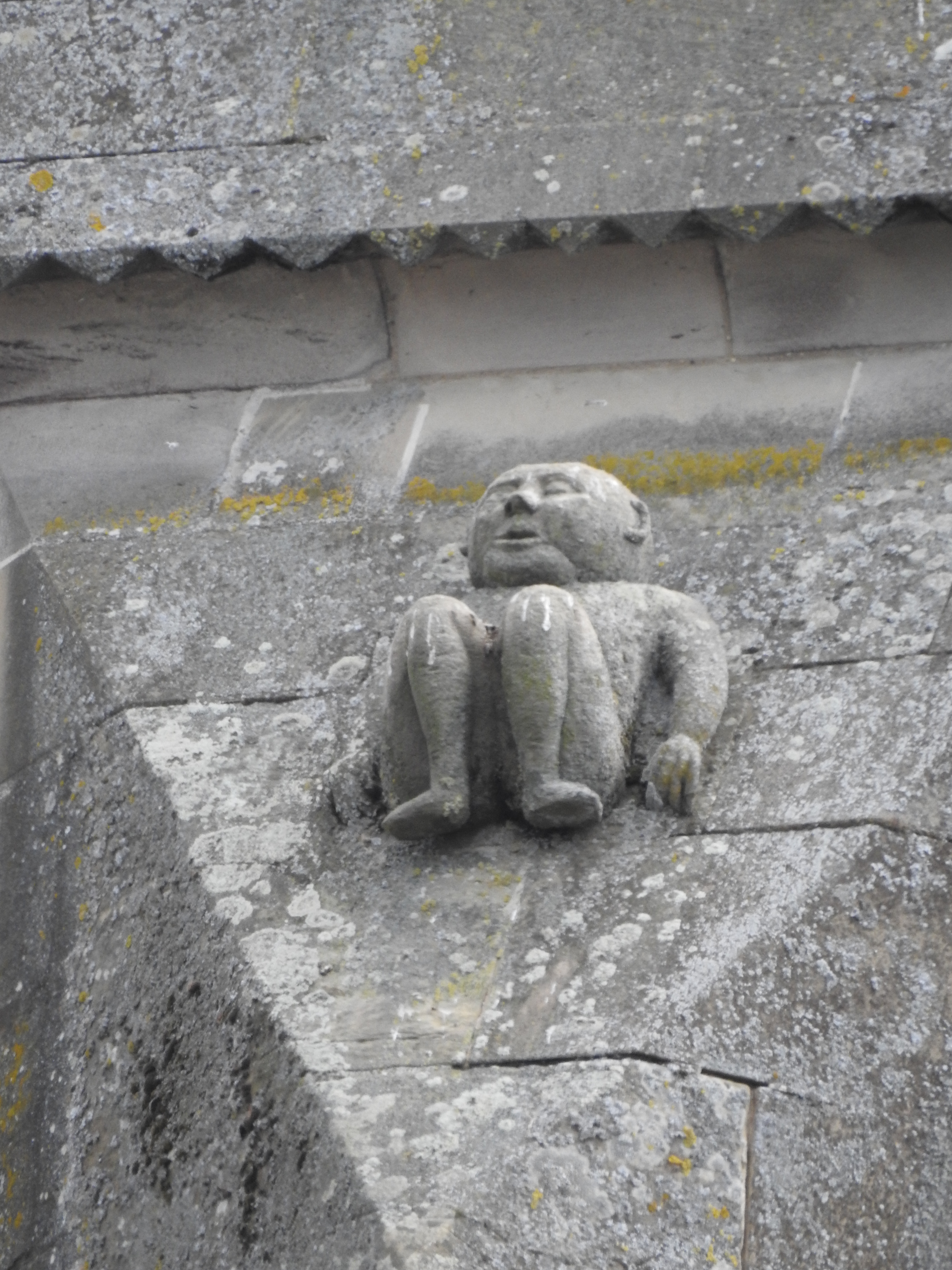
Mönchfigur auf einer Mauer auf einem der beiden Doppeltürme

- Altar zu den Heiligen Peter und Paulus (im Nordturm, aufgehoben[11])
- Altar zu St. Marien, zeigte einen spätgotischen Altarschrein (im Ostchor, aufgehoben[12])
- Altar des hl. Nikolaus (im Westchor, aufgehoben[12])
- Altar des Hl. Benedikt und  Sebastian (westlicher Nebenchor, aufgehoben[12])
- Altar des hl. Gregor (aufgehoben[12])
- Altar der hl. Ursula mit Katharina und Barbara (aufgehoben[12])
- Altar der hl. Anna mit Elisabeth (im Ostturm, aufgehoben[12])
- Altar des hl. Stephan mit Lorenz (aufgehoben[12])
- Altar zur Schmerzensreichen Mutter (aufgehoben[12])
- Altar zum Heiligen Kreuz (aufgehoben[12])
- Altar zu den 14 Nothelfern (aufgehoben[12])
- Altar des hl. Thomas und der hl. Elisabeth (in der Krypta, 1705 zugeschüttet)

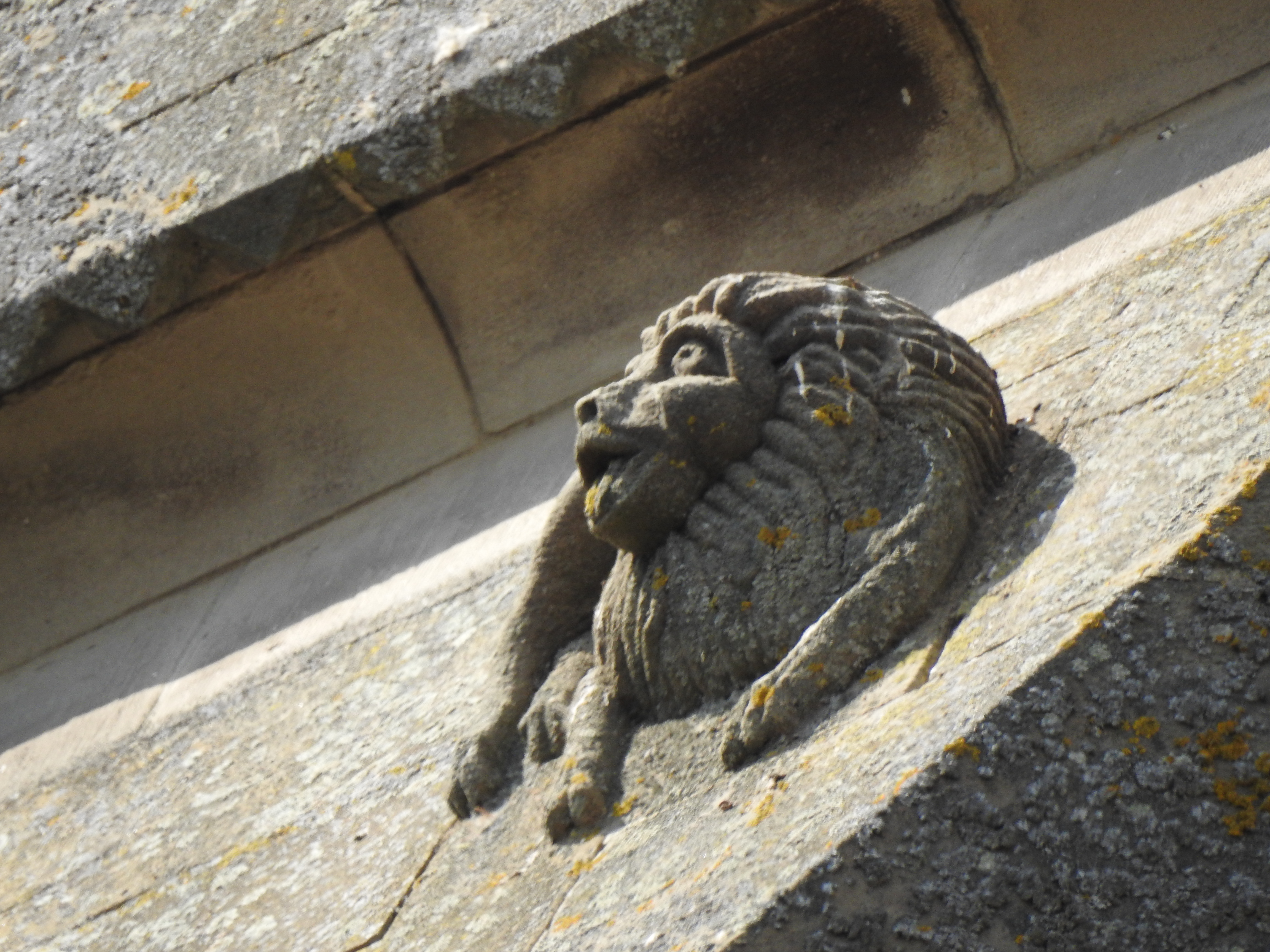
Löwenfigur auf einer Mauer auf einem der beiden Doppeltürme

- Eltershofenscher Altar (Comburg).

### Heute bestehender Nachfolgebau im Stil des Barock
Von 1706 bis 1715 wurde die romanische Basilika abgerissen und eine barocke Freipfeilerhalle nach Entwürfen des Vorarlbergers Joseph Greissing, der seinerzeit Hofbaumeister in Würzburg war, erbaut. Die drei Türme aus der Zeit der Romanik wurden von Greissing in den Neubau geschickt integriert, sollten jedoch ursprünglich außen noch barockisiert und entscheidend erhöht werden. Da diese Erhöhung schließlich unterblieb, stehen die Türme heute in einem proportionalen Missverhältnis zum barocken Kirchengebäude. Innen ist der Raumeindruck wesentlich durch seine Lichtfülle und seine harmonisch ausgewogenen Proportionen bestimmt. Die bereits außen erkennbaren, für das 18. Jahrhundert äußerst konservativen Stilformen bestimmen auch den an die Renaissance erinnernden Innenraum. Ganz bewusst inszeniert der Architekt für die konservativen, aus dem Ritterstand stammenden Stiftsherren hier Alter und Herkommen des Stifts. Es handelt sich also um in selbstbewusstem Stolz präsentierte Traditionsverbundenheit und nicht etwa um Unkenntnis damals moderner Architekturentwicklungen. Schon von weitem erkennbar soll hier ungebrochene katholische Tradition in einer mehrheitlich protestantisch geprägten Umgebung vor Augen geführt werden. Zu diesem wohldurchdachten Konzept gehört auch die Aufnahme prominenter romanischer Ausstattungsstücke wie Antependium und Radleuchter, die beide zentrale Plätze im Neubau erhalten. Desgleichen ist eine Auswahl an Grabdenkmälern aus dem Vorgängerbau übernommen, die ebenfalls bewusste historische Akzente setzen. Gleichzeitig wurde – und dies stellt keinen Widerspruch dar – eine Altarausstattung nach damals modernsten römischen Vorbildern durch den Würzburger Bildhauer Balthasar Esterbauer geschaffen, mit der die Stiftsherren ihren guten Geschmack und ihre Bildung auf der Höhe der Zeit demonstrieren konnten. Die Kirche wird von der katholischen Kirchengemeinde für gottesdienstliche Zwecke genutzt. In den Gottesdiensten der Osternacht, am Heiligen Abend und an Silvester wird der Radleuchter entzündet und aufgezogen.

#### Kunstwerke
- Kanzel[15] Im August 1713 lieferte Balthasar Esterbauer ein Modell, nach welchem wohl überwiegend seine Werkstatt auf der Comburg die Ausführung besorgte.[16] Außergewöhnlich ist die Haltung und ein Attribut des auferstandenen Christus, der den Schalldeckel bekrönt, denn die Holzskulptur steht offenkundig in der Tradition der griechisch-römischen Antike. Ein Bündel Blitze schleudernd, wie Zeus oder Jupiter, ist sein Zorn gegen die unter ihm angeordneten, personifizierten sieben Todsünden gerichtet. In diese von der Antike inspirierten Traditionslinie gehören auch die als beinahe nackte Jünglinge gestalteten Atlanten, welche den reliefgeschmückten Kanzelkorb tragen. Engel tragen den stilistisch bereits ins Rokoko weisenden Schalldeckel und ein weiterer, ausgesprochen eleganter Himmelsbote mit Trompete trägt auf sinnfällige Weise Gottes Wort hinaus in die Welt.

#### Altäre
- Hochaltar: Dieser wurde von Balthasar Esterbauer (1712/1713) nach römischer Mode geschaffen und zeigt bewusst im grellen Gegenlicht der weiß verglasten Ostfenster fünf beinahe ganz vergoldete Statuen: Maria Immaculata im Zentrum, flankiert vom Hauptpatron der Stiftskirche St. Nikolaus und aus Traditionsverbundenheit St. Benedikt als Schutzherrn der ehemaligen Benediktinerabtei. Daneben Johannes der Täufer als Namenspatron des damaligen Würzburger Fürstbischofs Johann Philipp II. von Greiffenclau sowie St. Joseph mit dem Jesuskind.[17] Joseph steht wiederum für die Comburger Tradition, ihm ist auch die Kapelle neben dem Kapitelsaal geweiht. Aus den Wolken im Baldachin überstrahlt die heiligste Dreifaltigkeit die Szene.[18]
- Altar der schmerzensreichen Maria : Der nördliche Nebenaltar wurde 1717 geweiht. Die Figuren zeigen zwei Frauen. Eine mit einem Salbenkrug, die andere mit einem Buch, worauf sich eine Traube befindet: Maria Magadalena und ihr „alttestamentliches Urbild“[18] Abigail. Das Ölgemälde – gemalt von Oswald Onghers – zeigt eine Pietà.
- Peter und Pauls-Altar: Der südliche Nebenaltar wurde 1717 geweiht. Die Figuren zeigen die Heiligen Petrus und Paulus. Das Ölgemälde – gemalt von Oswald Onghers – zeigt Christus an der Martersäule und wurde nach Wacker im Jahre 1662 gestiftet. Am Tabernakel befindet sich das Wappen des Dekans von Erthal.[18]
- Altar der heiligen Anna: Der Altar befindet sich im südlichen Kreuzarm und wurde 1716 geweiht. Der Aufsatz wurde 1767 von Thomas Gesele geschaffen. Dieser besteht aus einem Wandbaldachin mit Säulen und verkröpften Gesimsen sowie Blumenvasen im Rokokostil. Im Zentrum schwebt die heilige Anna, von Engeln getragen, gen Himmel. Sie wird flankiert von den Figuren der heiligen Katharina von Alexandrien und Ursula.[18]
- Altar des heiligen Johannes Nepomuk von 1766 im nördlichen Kreuzarm. In der Mitte ist der zu Gott hinauf schwebende, von Engeln getragene Johannes aus Pomuk – Namenspatron des Altarstifters – zu sehen. Flankiert wird er von den Figuren der heiligen Barbara und Thekla. Am aufgebogenen Gebälk befindet sich das Stifterwappen des Chorherrn Joseph Carl Ferdinand Franz von Sickingen.[19]

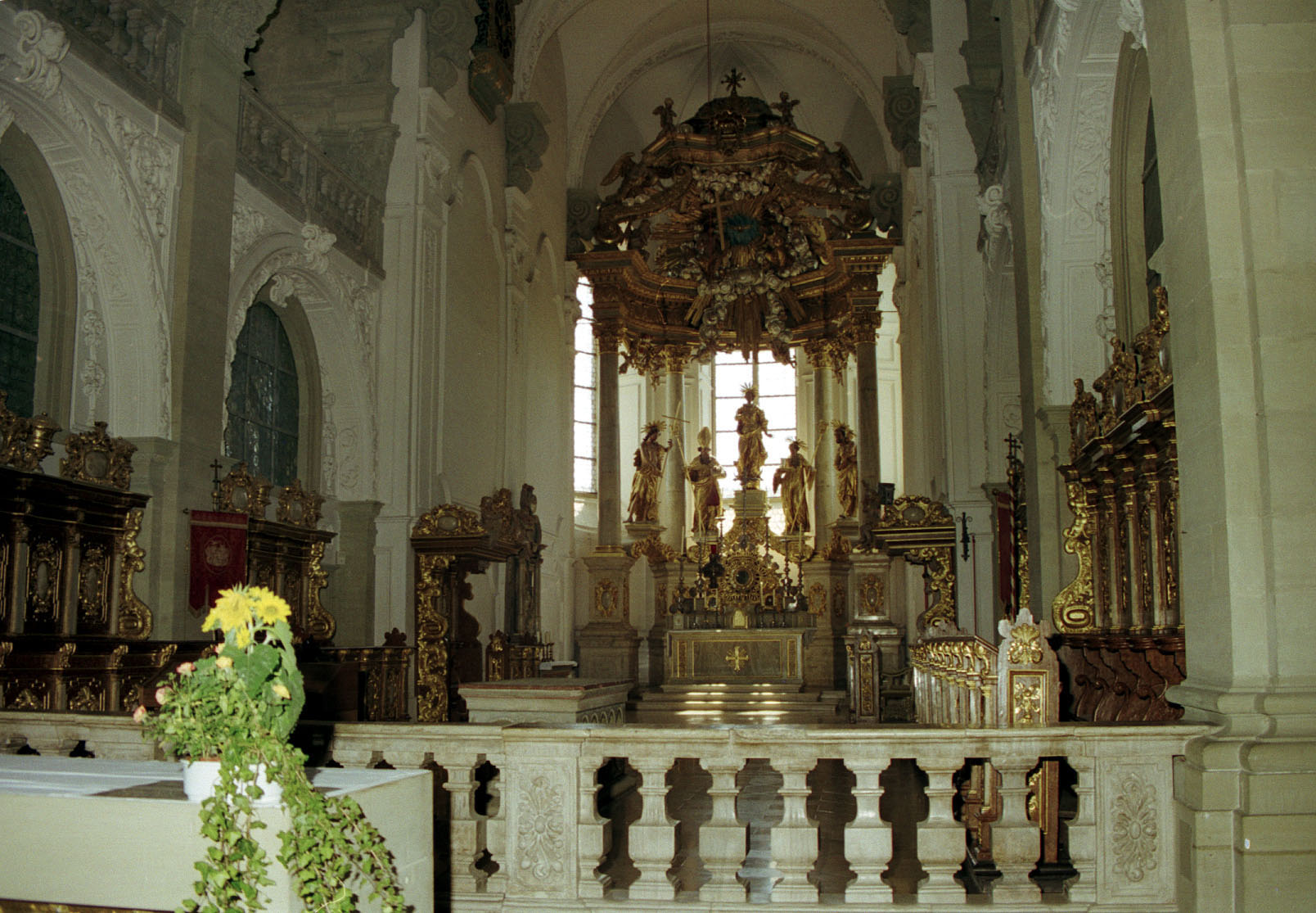
Chor mit Hochaltar
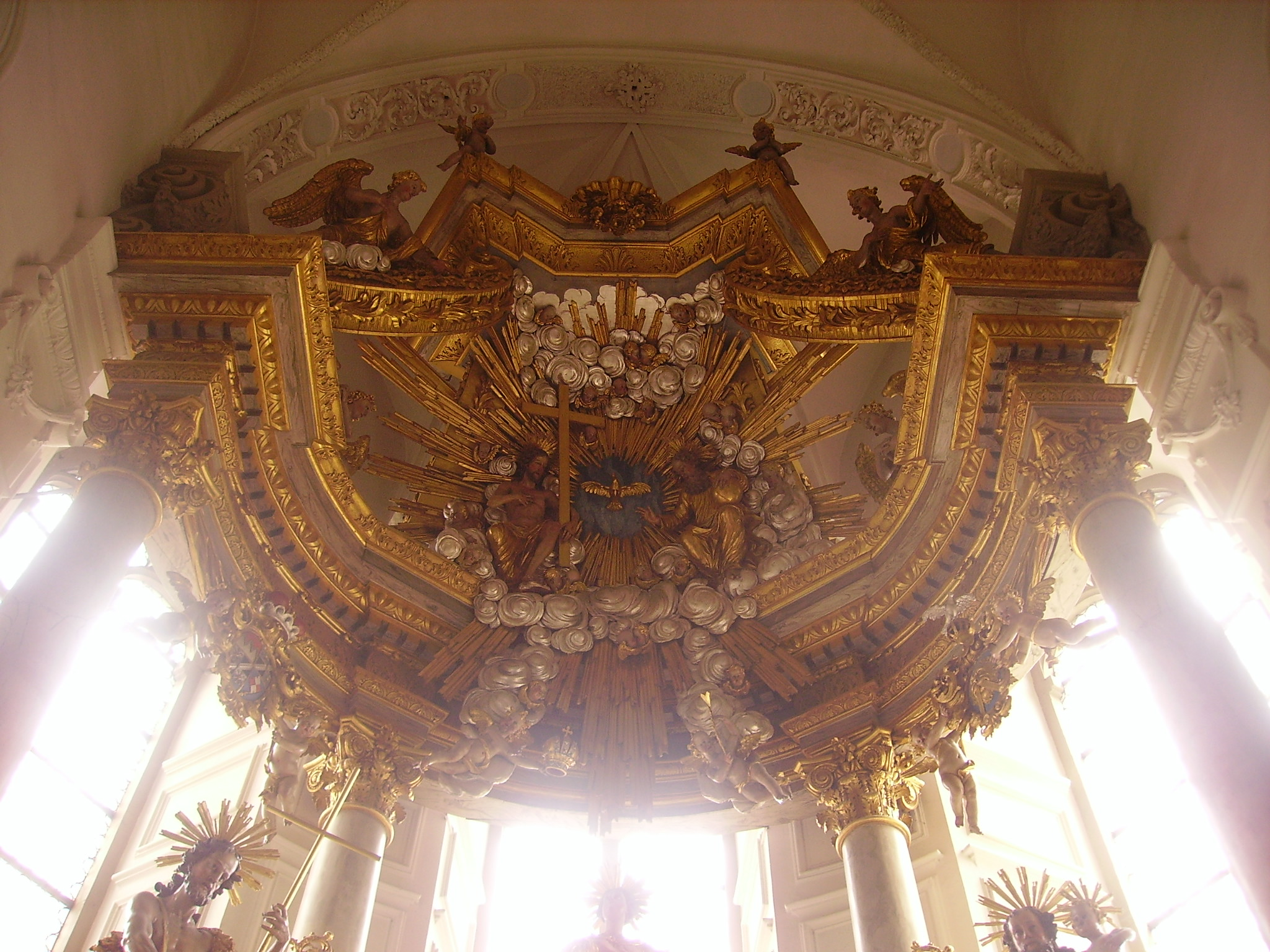
Hochaltar, Baldachin mit „Dreifaltigkeit“
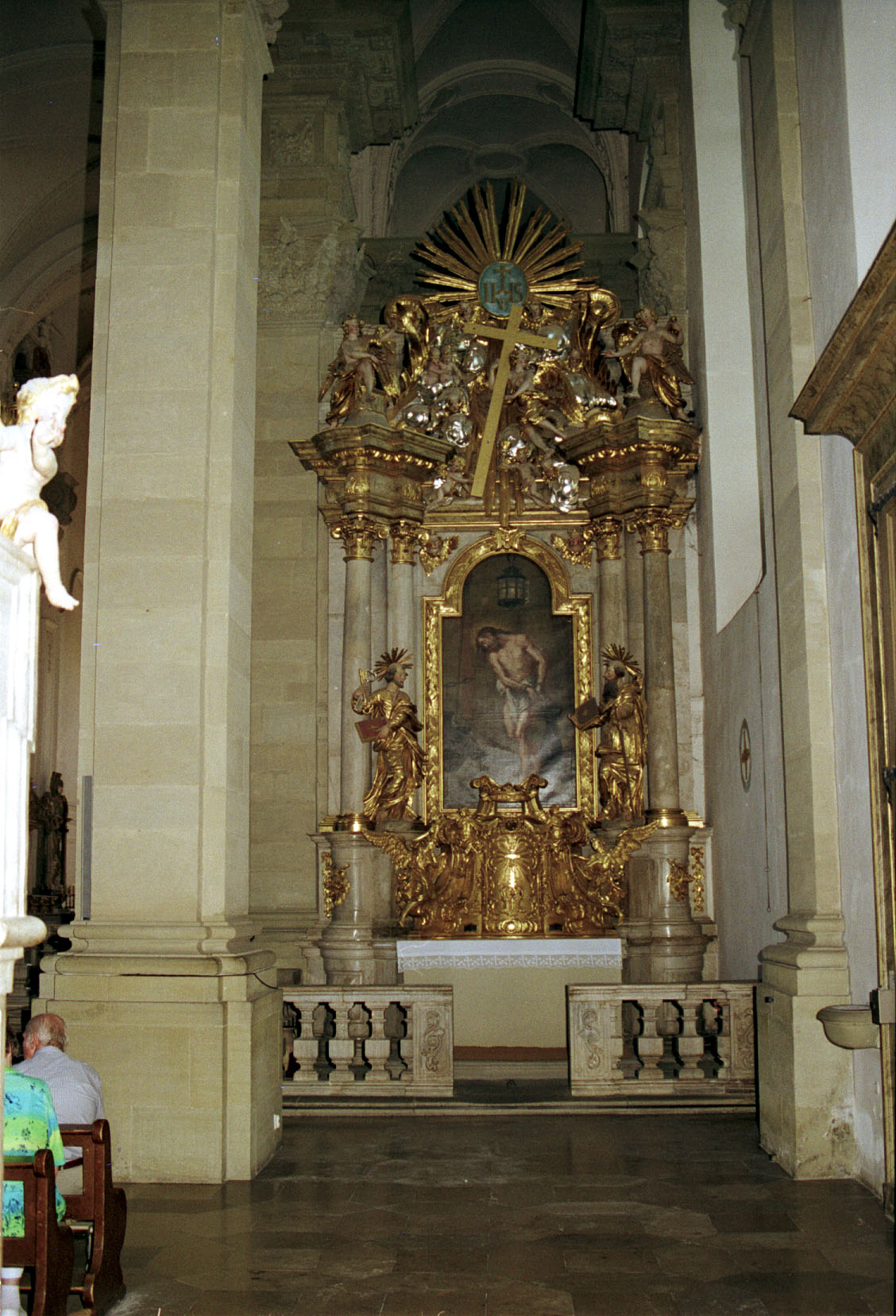
Peter und Pauls-Altar
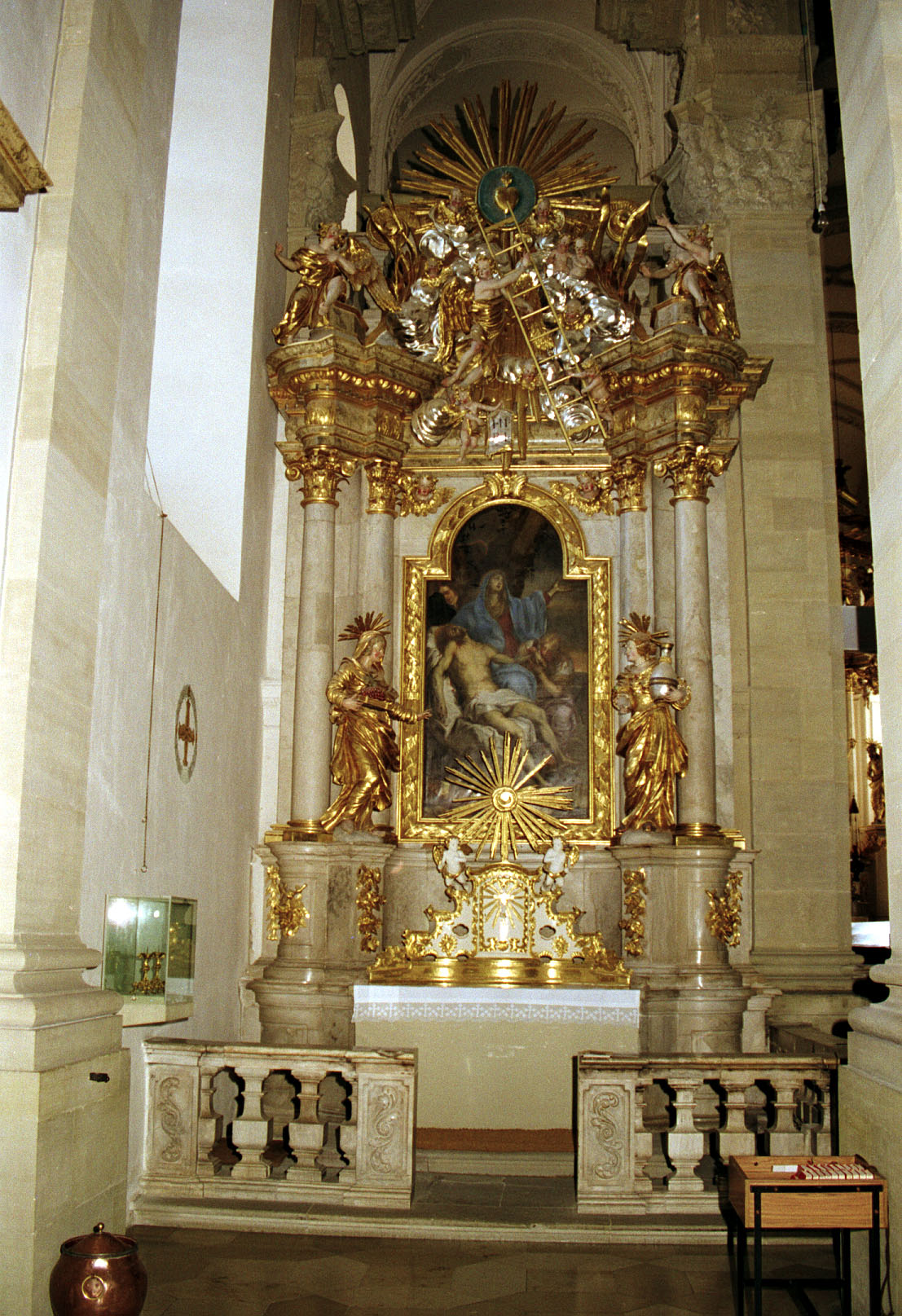
Altar der schmerzensreichen Maria
Annenaltar

#### Kapellen

##### Josephskapelle (1470 und 1674)
Die Kapelle (damals noch St. Jodokus) wurde 1470 von dem Schenken Friedrich V. von Limpurg (gest. 1474) auch im Gedenken an seine Frau Susanna, eine geborene Gräfin von Thierstein (gest. 1460), als Grabkapelle hergerichtet. Bemerkenswert ist ein gotischer Triumphbogen, der die Kapelle in der Mitte teilt. Vor dem Altar, unter dem Fußboden, ist das Stifterpaar beigesetzt, ihre Grabmale sind beiderseits des Eingangs an der Westwand zu sehen. Graf Friedrich erscheint nach burgundischer Hoftracht gekleidet, Gräfin Susanna trägt eine Haube sowie einen kostbaren Mantel mit kunstvollem Faltenwurf – beide in ewiger Anbetung versunken. Ob ihrer hohen künstlerischen Qualität werden die Figuren dem Umkreis des Ulmer Bildhauers Hans Multscher zugeschrieben.
Im Jahre 1674 ließ der Stiftsdechant Johann Heinrich von Ostein auf seine Kosten einen neuen Hochaltar errichten und weihte die Kapelle nun dem heiligen Joseph. Dementsprechend zeigt das im selben Jahr von dem aus Flandern stammenden Würzburger Hofmaler Oswald Onghers geschaffene Altarblatt St. Joseph mit dem Jesuskind. Zwei Nebenaltäre sind dem heiligen Joachim und der heiligen Helena gewidmet. Dort befindet sich auch ein auf Holz gemaltes Bild aus dem 17. Jahrhundert. Es zeigt die Kreuzigung mit Maria, Johannes und Maria Magdalena, dazu Laurentius und Katharina sowie eine Inschrift mit asketischem Inhalt.

Kapelle St. Joseph

##### Marienkapelle (13. Jahrhundert), 1830 abgebrochen
Reste der romanischen Marienkapelle befinden sich auf der Brüstung zwischen Vorraum und Kapelle. So vier kleine romanische Kapitelle und eine Basis aus Sandstein aus dem 13. Jahrhundert. Diese stammen laut Eugen Gradmann vermutlich von der spätromanischen Marienkapelle, die um die Mitte des 13. Jahrhunderts ein Gewölbe erhielt. Die Kapitelle haben die Grundform eines Würfelknaufs und sind mit Rankenornamenten geschmückt, darin Figuren wie Vögel, Löwen, Drachen, Menschen. Die Basis hat Eckbossen, die als Köpfe von Tieren und Menschen gestaltet wurden. 1830 wurde die Kapelle abgebrochen.